# 永原村
永原村（ながはらむら）は、滋賀県伊香郡にあった村。現在の長浜市の北西部、湖西線・永原駅の周辺にあたる。

## 地理
- 山岳：日計山、東山
- 湖沼：琵琶湖
- 河川：大浦川
- 岬：葛籠尾崎

## 歴史
- 1889年（明治22年）4月1日 - 町村制の施行により、西浅井郡月出村・八田部村・山田村・小山村・大浦村・菅浦村・庄村・中村・山門村・黒山村の区域をもって発足。
- 1897年（明治30年）4月1日 - 所属郡が伊香郡に変更。
- 1955年（昭和30年）4月1日 - 塩津村と合併して西浅井村が発足。同日永原村廃止。

## 交通

### 鉄道路線
現在は旧村域に湖西線の永原駅が所在するが、当時は未開業。